# 김장실
김장실(金長實, 1956년 3월 15일 ~ , 경남 남해)은 대한민국의 정치인이다. 종교는 불교이다. 현재 여의도연구원 부원장이며, 19대 국회의원으로 활동하였다. 

## 학력
- 1974년 경남공업고등학교 졸업
- 1979년 영남대학교 행정학 학사
- 1981년 서울대학교 행정대학원 행정학 석사
- 1992년 하와이 대학교 대학원 정치학 박사

## 경력
- 1979년 : 제23회 행정고시 합격
- 1979년 : 문화공보부 근무(사무관)
- 1985년 ~ 1989년 : 청와대 사정수석실, 정무수석실 행정관
- 1994년 ~ 1995년 : 대통령비서실 정무수석실 행정관
- 1995년 ~ 1996년 : 대통령비서실 정무수석실 국장
- 1996년 ~ 1997년 : 대통령비서실 비서실장보좌관
- 1997년 ~ 1998년 : 대통령비서실 정치특보보좌관
- 1998년 ~ 1999년 : 문화관광부 공보관
- 2000년 ~ 2001년 : 문화관광부 근무(부이사관)
- 2001년 ~ 2003년 : 문화관광부 예술국장
- 2003년 ~ 2005년 : 한국예술종합학교 사무국장
- 2005년 ~ 2006년 : 국무조정실 교육문화심의관
- 2006년 ~ 2008년 : 문화관광부 종무실장
- 2008년 3월 ~ 2009년 4월 : 문화체육관광부 제1차관
- 2009년 12월 ~ 2012년 4월 : 예술의전당 사장
- 2009년 12월 : 제5대 한국문화예술회관연합회 회장
- 2011년 3월 : 제6대 한국문화예술회관연합회 회장
- 2012년 5월 ~ 2016년 5월 : 제19대 국회의원 (비례대표/새누리당)
- 2012년 6월 ~ 2014년 8월 : 새누리당 대외협력위원회 위원장
- 2012년 ~ 2016년 7월 : 대한장애인농구협회 회장
- 2013년 3월 ~ 2014년 5월 : 제19대 국회 교육문화체육관광위원회 위원
- 2013년 12월 : 2014 인천세계휠체어농구선수권대회 조직위원회 위원장
- 2014년 6월 : 제19대 국회 후반기 예산결산특별위원회 위원
- 2014년 6월 ~ 2016년 5월 : 제19대 국회 후반기 안전행정위원회 위원
- 2014년 12월 : 새누리당 인재영입위원회 위원
- 2016년 6월 ~ : 서울사이버대학교 석좌교수
- 2017년 1월 ~ 2018년 7월 : 여의도연구원 1부원장
- 2018년 8월 ~ 2019년 4월 : 여의도연구원 2부원장
- 사단법인 통일을 생각하는 사람들의 모임 이사
- 2021년 9월 ~ 2021년 11월 : 국민의힘 윤석열 제20대 대통령 선거 예비후보 조직본부 특보단 문화특보
- 2021년 12월 ~ 2022년 1월: 국민의힘 선거대책위원회 직능총괄본부 문화예술지원본부장 겸 불교지원본부 공동본부장
- 2022년 1월 ~ 2022년 3월: 국민의힘 제20대 대통령 선거 선거대책본부 직능본부 문화예술지원본부장
- 2022년 3월 ~ 2022년 5월: 제20대 대통령직인수위원회 국민통합초청위원회 위원장
- 2022년 10월 ~ 2024년 1월: 제26대 한국관광공사 사장
- 한국방문의해위원회 부위원장

## 수상
- 1998년 : 홍조근정훈장
- 2000년 : 행정자치부 장관상

## 역대 선거 결과
| 실시년도 | 선거  | 대수 | 직책     | 선거구        | 정당     | 득표수      | 득표율         | 순위 | 당락 | 비고 |
| -------- | ----- | ---- | -------- | ------------- | -------- | ----------- | -------------- | ---- | ---- | ---- |
| 2012년   | 총선  | 19대 | 국회의원 | 비례대표 14번 | 새누리당 | 9,130,651표 | \| \| 42.8% \| | -    |      | 초선 |
|          | 42.8% |      |          |               |          |             |                |      |      |      |

## 참고
| 전임 박양우 (문화관광부 차관) | 초대 문화체육관광부 제1차관 2008년 3월 1일 ~ 2009년 4월 26일 | 후임 신재민 |

| 전임 안영배 | 제26대 한국관광공사 사장 2022년 10월 7일 ~ 2024년 1월 12일 | 후임 공석 |